# Morti nel 1102
| Questa pagina contiene informazioni ricavate automaticamente dalle voci biografiche con l'ausilio del template Bio e di un bot. L'aggiornamento è periodico e automatico e ricostruisce completamente la pagina. Se manca una persona in questa lista, sei pregato di non aggiungerla, ma accertati piuttosto che la sua voce biografica contenga il template Bio e che i dati anagrafici siano correttamente compilati. Se il template Bio manca, inseriscilo tu stesso o, in alternativa, metti l'avviso {{tmp\|Bio}} che ne segnala la mancanza. Se i dati riportati sono sbagliati, correggi direttamente la voce biografica; le modifiche saranno visibili in questa lista entro pochi giorni. Per chiarimenti vedi il progetto biografie. La lista contiene solo le 19 persone che sono citate nell'enciclopedia e per le quali è stato implementato correttamente il template Bio. Pagina aggiornata al 2 mag 2025. |

- 24 gennaio - Costantino I d'Armenia, nobile armeno
- 31 marzo - Odon de Chatillon, cardinale francese
- 19 maggio - Stefano II di Blois, conte
- 25 maggio - Michele IV di Alessandria, arcivescovo cristiano orientale egiziano
- 27 maggio - Stefano I di Mâcon, conte
- 4 giugno - Ladislao Ermanno di Polonia, duca (n. 1040)
- 22 giugno - Alberto III di Namur, nobile francese
- 31 luglio - Ida di Sassonia, nobile tedesca (n. 1035)
- 14 settembre - Ermengol V di Urgell, conte
- 21 dicembre - Enrico di Monte Sant'Angelo, nobile normanno
- Adalberto, monaco cristiano italiano
- Guglielmo Embriaco, generale italiano
- Ereyanga, sovrano indiano
- Felicia d'Altavilla, principessa normanna (n. 1078)
- Khön Könchog Gyalpo, monaco buddhista tibetano (n. 1034)
- Lupo Protospata, italiano
- Vitale I Michiel, doge
- Rodolfo Orlandi, politico italiano (n. 1056)
- Teodorico, abate italiano